# 미워도 다시 한번 '80
《미워도 다시 한번 '80 - 1부》는 한국에서 제작된 변장호 감독의 1980년 영화이다. 윤일봉 등이 주연으로 출연하였고 정웅기 등이 제작에 참여하였다.

## 출연

### 주연
- 윤일봉
- 김영란
- 김윤경
- 김희라

## 기타
- 원작자: 이성재
- 조명: 정경희
- 녹음: 손인호